# Nowe Litewniki
Nowe Litewniki – wieś sołecka w Polsce położona w województwie mazowieckim, w powiecie łosickim, w gminie Sarnaki.
| SIMC    | Nazwa   | Rodzaj      |
| ------- | ------- | ----------- |
| 0020244 | Dubicze | osada leśna |
| 0020528 | Walimek | osada leśna |

W latach 1975–1998 miejscowość administracyjnie należała do województwa bialskopodlaskiego.